# Municipio de Preston (Minnesota)
El municipio de Preston (en inglés: Preston Township) es un municipio ubicado en el condado de Fillmore en el estado estadounidense de Minnesota. En el año 2010 tenía una población de 359 habitantes y una densidad poblacional de 4,02 personas por km².

## Geografía
El municipio de Preston se encuentra ubicado en las coordenadas 43°37′45″N 92°1′41″O / 43.62917, -92.02806. Según la Oficina del Censo de los Estados Unidos, el municipio tiene una superficie total de 89.35 km², de la cual 89,35 km² corresponden a tierra firme y (0 %) 0 km² es agua.

## Demografía
Según el censo de 2010, había 359 personas residiendo en el municipio de Preston. La densidad de población era de 4,02 hab./km². De los 359 habitantes, el municipio de Preston estaba compuesto por el 98,05 % blancos, el 1,67 % eran de otras razas y el 0,28 % eran de una mezcla de razas. Del total de la población el 1,67 % eran hispanos o latinos de cualquier raza.